# Realtalk Records
Realtalk Records ist ein christliches deutsches Rap-Label, gegründet im Juli 2021 von Niels Petersen (alias R.E.A.L).

## Geschichte
Der 1983 in Flensburg geborene Niels Petersen nahm mit 18 Jahren seinen ersten Rap-Song auf. Neben der Rapkarriere arbeitete er als internationaler Drogenschmuggler. Seine kriminelle Laufbahn endete in La Modelo Bogota, einem der gefährlichsten Gefängnisse Kolumbiens, wo er wegen Kokainschmuggel einsaß und zum christlichen Glauben fand.
Nachdem R.E.A.L mit Künstlern wie Natan el Profeta, Radio MC und Peter Metivier sowie mit Produzenten wie Jam Beatz, Tuny D, Lucasio und Mike the Maker gearbeitet hat, und beim Hamburger Label Hamburg Cryhme unter Vertrag stand, gründete er das Label Realtalk Records.
2022 wurde der Sampler 1 mit Songs von R.E.A.L, Double M, Copain, E.R., Kardo und Phuong Dao veröffentlicht.
Seit 2023 wird der Vertrieb über distri (ehemals Distributionz) abgewickelt.
Als zweites Album stieg der Sampler 2 2023 auf Platz 56 der deutschen Albumcharts und Platz 13 der deutschen Hip-Hop Charts ein. Neben Neuzugang G-Time sind auch wieder die Künstler R.E.A.L, Double M, Copain, E.R., Kardo und Phuong Dao vertreten.

## Diskografie

### Alben
- 2022: Sampler 1 (R.E.A.L, Double M, Copain, E.R., Kardo, Phuong Dao)
- 2022: Dios es real - EP (R.E.A.L ft. Natan El Profeta)
- 2023: Sampler 2 (R.E.A.L, Double M, Copain, E.R., Kardo, Phuong Dao, G-Time)

### Singles (Auswahl)
- 2021: 180 (R.E.A.L)
- 2022: Brief an die Straße (R.E.A.L)
- 2022: Medellin (R.E.A.L ft. Radio MC)
- 2022: Reformation (R.E.A.L. ft. Phuong Dao)
- 2022: Womit kann ich dienen (R.E.A.L ft. G-Time)

## Musikalische Ausrichtung
Die Musik des Labels ist primär der Musikrichtung Gospel-Rap (Hip-Hop/Rap) zuzuordnen, weist aber auch Anteile anderer Genres auf.
Mit ihren Texten haben die Künstler von Realtalk Records das Ziel das Evangelium von Jesus Christus zu verkündigen mit klarer biblisch-theologischer Ausrichtung.

## Rezeption
Die Evangelische Nachrichtenagentur idea berichtete im Mai 2022 über den ersten Sampler unter dem Titel Mit Rapmusik das Evangelium verkündigen.